# Hacı Beşir Ağa

Grundriss des Moschee des Hacı Beşir Ağa auf einem Plan des Topkapı-Palastes (oben links, Nr. 9)

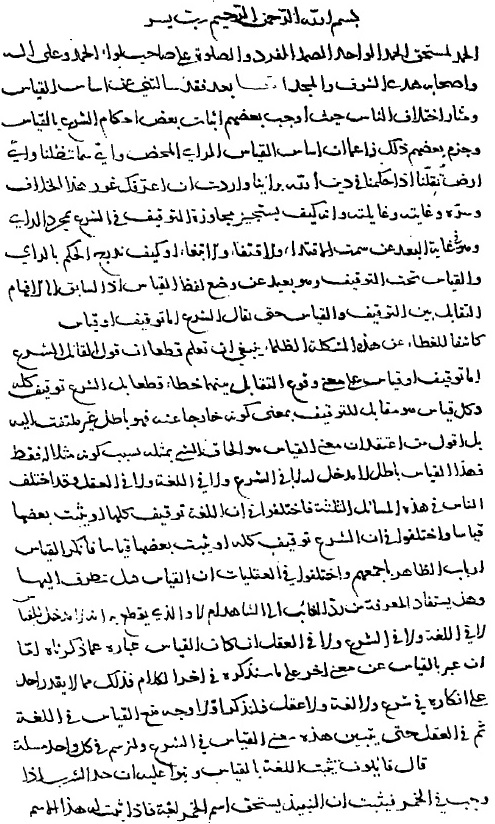
Manuskript des 11. Jahrhunderts aus der Bibliothek Hacı Beşir Ağas (al-Ghazālī)

Hacı Beşir Ağa  (geb. ca. 1655; gest. 3. Juni 1746) war ein politisch äußerst einflussreicher Obereunuch (Kızlar Ağası) am Sultanshof zu Istanbul (Topkapı-Palast). Er stammte aus Äthiopien und kam als Kindersklave nach Istanbul in die Obhut des Obereunuchen Yapraksız Ali Ağa. Beşir stieg zum Kammerherrn des Kronprinzen Ahmed III. auf und erhielt im Jahr 1705 das Amt des Schatzmeisters. 1713 wurde er gezwungen, zunächst auf Zypern und anschließend in Ägypten zu leben. Später wurde Beşir zum obersten Verwalter von Mekka und Medina (Şeyhülharem) bestellt. 1717 kehrte er nach Istanbul zurück, wurde zum Kızlar Ağası ernannt und übte dieses Amt fast 30 Jahre bis zu seinem Tod aus. Dazu gehörte auch die Verwaltung der Frommen Stiftungen in Mekka und Medina. Hacı Beşir Ağa übte insbesondere auf Sultan Mahmud I. großen Einfluss aus und war an der Vergabe von Ämtern und Pfründen beteiligt. Er starb im Jahr 1746. Seine Türbe steht in Eyüp.
Hacı Beşir Ağa war Stifter zahlreicher Moscheen, Medresen, Brunnen, Bibliotheken, Tekkes. Er war Besitzer einer wertvollen Privatbibliothek und eines Gestüts.